# Nisnite
La nisnite è un minerale descritto nel 2011 in base ad una scoperta avvenuta nella miniera Jeffrey ad Asbestos nel Quebec, Canada e approvato dall'Associazione Mineralogica Internazionale (IMA) nel 2010. Il minerale è stato scoperto mentre si stavano riesaminando dei cristalli di heazlewoodite in campioni di rodingite. Il nome è stato attribuito in base ai simboli degli elementi che la compongono (nichel e stagno).
La nisnite è isostrutturale con l'auricupride.

## Morfologia
La nisnite è stata trovata sotto forma di cristalli tabulari di forma da quadrata a rettangolare lunghi fino a 100μm cresciuti sull'heazlewoodite raggruppati in gruppi fino ad un millimetro in una struttura a nido d'ape.

## Origine e giacitura
La nisnite è stata trovata nella rodingite associata con cromite, diopside, grossularia, heazlewoodite e shandite.